# Адалис, Аделина Ефимовна
Адели́на Ада́лис (также Ада́лис-Ефро́н, урождённая Адели́на Алексе́евна Вискова́това, с пяти лет — Адели́на Ефи́мовна Ефро́н [Эфро́н]; 13 [26] июля 1900, Санкт-Петербург, Россия — 13 августа 1969, Москва, СССР) — русская поэтесса, писательница и переводчица.

## Биография
Родилась 13 (26) июля 1900 года в Санкт-Петербурге. Отец, сосланный после событий 1905 года, умер от воспаления лёгких, вскоре скончалась мать-балерина. Аделина была удочерена семьёй матери и получила фамилию Ефрон и отчество Ефимовна.
Начала писать стихи в 1913 году, печаталась с 1918 года; подготовленный к 1925 году сборник стихотворений «Первое предупреждение» издан не был. Её ранняя поэзия выдержана в «неоклассическом» духе с сильным влиянием акмеизма. В 1920 году познакомилась с Валерием Брюсовым, стала его ученицей и была с ним близка; к ней обращён целый ряд брюсовских стихов 1920 года, в том числе последний сонет в стихотворном «дон-жуанском списке» «Роковой ряд». Кончину возлюбленного в 1924 году Адалис переживала очень тяжело, употребляла наркотики; в одном из писем к своей подруге Марии Шкапской признавалась: «Не пишу потому, что не о чем хорошем писать: очень скучно без Валерия Яковлевича».
Описание внешности, характера и манеры поведения Адалис оставила Марина Цветаева, бывшая с ней в приятельских отношениях в начале 1920-х:

«А я Адалис. Вы обо мне не слыхали?» — «Нет». — «Вся Москва знает». — «Я всей Москвы не знаю». — «Адалис, с которой — которая… Мне посвящены все последние стихи Валерия Яковлевича. Вы ведь очень его не любите?» — «Как он меня». — «Он вас не выносит». — «Это мне нравится». — «И мне. Я вам бесконечно благодарна за то, что вы ему никогда не нравились». — «Никогда». <…> «Я пришла спросить вас, будете ли вы читать на вечере поэтесс». — «Нет». — «Я так и знала и сразу сказала В. Я. Ну, а со мной одной будете?» — «С вами одной, да». — «Почему? Вы ведь моих стихов не знаете». — «Вы умны и остры и не можете писать плохих стихов. Ещё меньше — читать».— Марина Цветаева, «Герой труда» (Записи о Валерии Брюсове), 1925
Цветаева замечала, что у Адалис было светлое лицо, чудесный лоб и глаза, весь верх — светлый, состоящий из света. И стихи хорошие, совсем не брюсовские, скорее мандельштамовские, явно-петербургские.
Осип Мандельштам ещё в 1922 году положительно отозвался о стихах Адалис, «чей голос подчас достигает мужской силы и правды» (статья «Литературная Москва»), а в 1935 году дал подробный и положительный анализ её поэтической работы в рецензии на сборник «Власть» (напечатана в воронежском журнале «Подъем», № 6, сентябрь); в поздних стихах Мандельштама используются некоторые мотивы её творчества.
В начале 1920-х входила в одесский «Коллектив поэтов». После смерти Брюсова уехала корреспондентом в Среднюю Азию, где пробыла до 1931 года; из среднеазиатских очерков составилась книга «Песчаный поход» (1929). Собранный в Туркестане материал лёг также в основу «романа приключений» с элементами научной фантастики «Абджед Хевез Хютти» (1926, совместно с мужем, И. В. Сергеевым), в котором описана вымышленная потерянная древняя цивилизация, находящаяся в труднодоступных горах Памира. Первый поэтический сборник «Власть» вышел в 1934 году.
Переводила поэтов Средней Азии и Закавказья — классиков Насира Хосрова, Джами, Наапета Кучака, Физули и многих современных авторов, в том числе Самеда Вургуна, Джамбула и Мирзо Турсун-заде. Отрывки стихотворения из романа Рабиндраната Тагора «Последняя поэма» в переводе Адалис были положены на музыку Алексеем Рыбниковым, позднее использованы в фильме «Вам и не снилось…» и стали широко известной песней.
Увлекалась точными науками — физикой, биологией, а также космогонией, историей, археологией, кибернетикой.
Умерла 13 августа 1969 года. Похоронена на Химкинском кладбище.
В 2002 году после большого перерыва вышел сборник Адалис «Бессонница» — избранные стихи и переводы 1920—1969 годов; в сборник включены также посвящённые ей тексты Брюсова и Мандельштама.

## Семья
Муж — писатель Иван Владимирович Сергеев (1903—1964). Сын — Владимир Иванович Сергеев (1928—2001), поэт-песенник. Дочь — Юлия Ивановна Сергеева (1930—2018), режиссёр, драматург. Внучка — Екатерина Васильевна Московская (род. 1950), художница, автор книги воспоминаний "Повесть о жизни с Алешей Паустовским".

## Награды
- Орден «Знак Почёта» (31 января 1939)
- Медаль «За трудовую доблесть» (23 октября 1954)

### Поэзия
- Власть: Стихи / Худ. Э. Визин. — М.: Советский писатель, 1934. — 68 с., 5 200 экз.
- Кирову: Лирическая поэма / Обл. Б. Бажанова. — М.: ГИХЛ, 1935. — 58 с., 15 000 экз.
- Братство: Стихи 1936 г. / Худ. Г. Рифтин. — М.: Гослитиздат, 1937. — 48 с., 5 000 экз.
- Богатыри народа: Стихи. — М.: Советский писатель, 1943. — 36 с.
- Стихи и поэмы / Худ. И. Николаевцев. — [М.]: Советский писатель, 1948. — 124 с., 7 000 экз.
- Восточный океан: Стихи / Худ. Н. Полянский. — М.: Советский писатель, 1949. — 92 с., 10 000 экз.
- Новый век: Стихотворения и поэмы. — М.: Советский писатель, 1960. — 103 с., 4 000 экз.
- Города: Стихи [и поэма «Баллады о городе Омске»]. — М.: Советский писатель, 1962. — 139 с., 20 000 экз.
- До начала: Новые стихи. — М.: Советский писатель, 1966. — 79 с., 20 000 экз.
- Январь — сентябрь: Стихи и поэма / Худ. В. Медведев. — М.: Советский писатель, 1970. — 104 с., 20 000 экз.
- Бессонница: Избранные стихи / Сост. Ю. Сергеевой и М. Синельникова; Предисл. М. Синельникова. — СПб.: Лимбус Пресс, 2002. — 228 с., 1 000 экз.
- Первое предупреждение: Стихотворения / Сост., подгот. текста, послесл. и примеч. М. Воронкова. — М.: Водолей, 2020. — 248 с. (Серебряный Век. Паралипоменон). Содерж.: Стихотворения 1918—1925; Письма; Материалы к биографии.

### Переводы
- Алазан В. Век против века: Поэма / Пер. с армян. Адалис и Панченко. — М.: Сов. лит-ра, 1934. 54, [3] с.
- Переводы: [Стихи]. — М.: Гослитиздат, 1936. — 53, [2] с., 5 000 экз.
- Турсунзаде, Мирза. Индийская баллада: [Сборник стихов] / Пер. А. Адалис; Послесл. М. Явич. — [Сталинабад]: Гос. изд. Тадж. ССР, [1947]. — 40 с., 7 000 экз.
- Турсунзаде, Мирза. Индийская баллада: [Стихи] / Вольный пер. с тадж. А. Адалис. — М.: Правда, 1948. — 24 с., 150 000 экз.
- Камоль Худжанди. Избранная лирика / [Пер. с тадж. А. Е. Адалис; Сост., прим. и ред. И. С. Брагинского]. — Сталинабад: Госиздат Тадж. ССР, 1949. — 72 с., 6 000 экз.
- Сайидо Насафи. Избранное / [Пер. с тадж. А. Адалис; Ред.-сост. и вступит. статья А. Мирзоева]. — Сталинабад: Гос. изд. Тадж. ССР, 1949. — 100 с., 6 000 экз.
- Сайидо Насафи. Избранное / [Пер. А. Адалис; Сост. и вступит. статья А. Мирзоева]. — Сталинабад: Таджикгосиздат, 1954. — 99 с., 5 000 экз.
- Миршакар М. Ленин на Памире: Поэма / [Пер. с тадж. А. Адалис и В. Сергеева; Художник В. Фомин]. — Душанбе: Ирфан, 1970. — 48 с.
- Поэты Востока: Избр. пер. / [Предисл. Л. Озерова]. — М.: Наука, 1979. — 333 с., 10 000 экз.

### Проза
- …Абджед хевез хютти… Роман приключений. — М.-Л.: Молодая гвардия, 1927. — 224 с., 4 000 экз. (в соавт с И. Сергеевым)
- Песчаный поход: Очерки. — М.: Федерация, 1929. — 133, [2] с., 4 000 экз.
- Вступление к эпохе. [Повесть о начале счастья]. — М.: Сов. лит-ра, 1934. — 164 с., 5 000 экз.
- Азери. [Повесть]. Для сред. возраста / Рис. Е. Авалиани. — М.-Л.: Детиздат, 1940. — 128 с., 15 000 экз.
- Любите поэзию. — М.: Знание, 1961. — 112 с., 100 000 экз.

### Об Аделине Адалис
- Мандельштам О. Э. Собрание сочинений в двух томах / Сост. и подготовка текста С. Аверинцева, П. Нерлера. — М.: Художественная литература, 1990. — Т. 2. — 464 с.
- Адалис, Аделина Ефимовна // Энциклопедия фантастики: Кто есть кто / Под ред. Вл. Гакова. — Минск: ИКО «Галаксиас», 1995. — 694 с. — ISBN 985-6269-01-6.
- Адалис // Большая советская энциклопедия : в 66 т. (65 т. и 1 доп.) / гл. ред. О. Ю. Шмидт. — М. : Советская энциклопедия, 1926—1947.